# Каус Бореаліс
Каус Бореаліс (λ Стрільця, λ Sagittarii, скорочено —  λ Sgr) 
— зоря в південному сузір'ї Стрільця, позначає вершину лука Стрільця.

## Властивості
Це одна з найяскравіших зір сузір’я (2,82m), і її добре видно неозброєним оком. Виходячи з вимірювань паралакса, вона перебуває на відстані 78,2 світлового року (24,0 парсека) від Сонця. 
Зоря лежить на 2,1 градуса південніше екліптики, іноді покривається Місяцем і, зрідка, планетами.  19 листопада 1984 року її покривала Венера, до того — Меркурій (5 грудня 1865 року). 
λ Стрільця — субгігант спектрального класу K0 IV.  Його маса в 2,6 разу перевищує масу Сонця, а розмір приблизно в 11,2 разу перевищує радіус Сонця. Розширена зовнішня оболонка випромінює енергію при ефективній температурі 4770 K. Обертання зорі повільне —  3,81 км/с.

## Номенклатура
λ Стрільця — це позначення Баєра.
Назва «Каус Бореаліс» (лат. Kaus Borealis) походить з араб. قوس («лук») і лат. boreālis («північний»). 
Ця назва зафіксована в першому ж бюлетені робочої групи з назв зір (англ. WGSN), яка була створена Міжнародним астрономічним союзом 2016 року.
Зоря разом із γ Стрільця, δ Стрільця, ε Стрільця, ζ Стрільця, σ Стрільця, τ Стрільця та φ Стрільця входить до складу астеризму Стрільця.